# Литягин, Андрей Валентинович
Андре́й Валенти́нович Литя́гин (род. 20 сентября 1962, Москва, СССР) — советский и российский композитор, музыкальный продюсер, работающий в эстрадном жанре, а также в стиле евродиско. Основатель и руководитель группы «Мираж».

## Биография
Родился 20 сентября 1962 года в Москве.
В 1979 году окончил английскую специальную школу.
В 1985 году окончил с красным дипломом Московский авиационный институт по специальности инженер-математик.
В студенческие годы, в 1985 году, вместе с гитаристом Сергеем Прокловым и вокалистами Маргаритой Суханкиной и Михаилом Кирсановым создаёт проект «Зона активности», который не получил дальнейшего развития.
В 1986 году Андрей Литягин и Валерий Соколов создают группу «Мираж». Впоследствии по инициативе Литягина из группы выделяется проект «Маленький принц».
Сложившийся в 1988—1989 годах творческий союз Андрея Литягина с гитаристом Алексеем Горбашовым позволил в соавторстве с ним создать музыкальный материал для второго альбома группы «Мираж» и альбома группы «Маленький принц».
Андрей Литягин неоднократно заявлял, что суть его идеологии заключается в том, что «„Миражей“ должно быть много», и единственно, о чём он жалеет, что он «не сделал в своё время по 80 „Миражей“ в каждом городе».
В настоящее время Андрей Литягин продолжает сотрудничество с группой «Мираж» с солисткой Екатериной Болдышевой и гитаристом Алексеем Горбашовым, занимается благотворительностью, имеет множество наград, грамот и благодарностей.
12 октября 2024 года Андрей Литягин попал в сводки новостей из-за долга перед Федеральной налоговой службой. Сумма задолженности составляет 1 058 923 рубля.

## Конфликты с соавторами и исполнителями
Долгое время Андрей Литягин преследовал бывших солисток группы «Мираж», запрещая им исполнять песни из репертуара. Последние в многочисленных интервью признавались, что подвергались угрозам со стороны Литягина и представителей организованной преступности, а Маргарита Суханкина прямо указала на него, как на одного из организаторов нападения на неё в ноябре 2004 года.
В 2010—2012 годах Алексей Горбашов судился с Андреем Литягиным о признании его соавтором следующих песен второго альбома группы «Мираж»: «Музыка нас связала», «Снова вместе», «Наступает ночь», «Снежинка», «Море грёз», «Я больше не прошу», «Новый герой», «Я снова вижу тебя», «Где я»; признании за ним права на получение доходов в размере 50 % от совместного использования с Андреем Литягиным как соавтора произведений с альбома и обязании Литягина выплачивать ему доходы в размере 50 % в случае совместного использования музыкальных произведений, признании за ним права на получение доходов в размере 50 % от совместного использования с Андреем Литягиным как соавтора произведений с альбома. Суд первой инстанции удовлетворил иск в части признания соавторства и права на получение доходов в размере 50 % от совместного использования с Андреем Литягиным как соавтора произведений с альбома, а суд апелляционной инстанции оставил решение в силе, но Верховный суд РФ отменил решение суда первой инстанции и определение суда апелляционной инстанции.
В 2010 году Перовский районный суд отказал Андрею Литягину в иске о признании договора о передаче прав на часть музыкальных произведений солисту группы «Маленький принц» Александру Хлопкову недействительным. Свой иск мотивировал тем, что он не обладал правами на произведения, так как уступил их ранее другому лицу.
В ходе слушаний в одном из судов города Москвы по делу, касавшегося авторских прав на песни группы «Мираж», выяснилось, что Андрей Литягин продал исключительные права на одни и те же произведения нескольким лицам одновременно. Пострадавшие от действий Литягина добивались возбуждения уголовного дела в отношении него.
В 2014 году Алексей Горбашов обвинял Андрея Литягина, что тот изводит бывших коллег исками и кляузами.
В августе 2019 года Валерий Соколов, являющийся художественным руководителем коллектива Маргариты Суханкиной, заявил, что слова Андрея Литягина о многомиллионном долге Суханкиной перед Литягиным — это вымысел. Согласно заявлению Соколова, все права приобретены у правообладателей.
15 октября 2020 года Арбитражный суд Волгоградской области вынес решение по иску Андрея Литягина к организатору концерта Маргариты Суханкиной о выплате компенсации за незаконное использование произведений из репертуара группы «Мираж». Суд признал, что концерт Суханкиной не является театрализованным представлением, как это было заявлено в афише, и организатор должен был получить у авторов согласие на использование произведений. По словам Литягина, это решение «ставит жирную точку в бесконечных спекуляциях на тему, что у Маргариты Суханкиной есть все права, и она может петь песни группы „Мираж“». Литягин оценил в 20 миллионов рублей сумму компенсации, которую ему должна выплатить Суханкина за незаконное использование его произведений. Он в очередной раз предостерёг всех заказчиков концертов с участием бывших солисток об уголовной ответственности за незаконное использование его произведений.
22 августа 2024 года Первый апелляционный суд отменил решение суда первой инстанции по иску Литягина (издательство «Джем») к ВГТРК, об использовании фонограммы «минус» в передаче Малахова

## Дискография
- 1987 — Звёзды нас ждут («Мираж»)
- 1989 — Снова вместе («Мираж»)
- 1989 — Мы встретимся снова («Маленький принц»)
- 1997 — Dance Remix («Мираж», альбом ремиксов)
- 1999 — Версия 2000 («Мираж», альбом ремиксов)
- 2001 — Назад в будущее («Мираж», альбом ремиксов)
- 2003 — Брось! («Мираж»)
- 2004 — Старое по-новому («Мираж», альбом ремиксов)
- 2008 — Не в первый раз («Мираж»)
- 2009 — 1000 звёзд («Мираж»)
- 2013 — Отпусти меня («Мираж», альбом ремиксов)